# Diaphanes nubilus
Diaphanes nubilus là một loài bọ cánh cứng trong họ Đom đóm (Lampyridae). Loài này được Jeng & Lai in Jeng, Lai, Yang & Satô miêu tả khoa học năm 2001.